# Kız bağlama
Kız bağlama bezeichnet einen Liebeszauber in Anatolien. Der Zauber bedeutet übersetzt „ein Mädchen binden“ und soll nach dem Volksglauben in Anatolien dazu führen, dass ein Mädchen für einen Jungen in Liebe entflammt und sich an ihn bindet. Trotz der islamischen Elemente dieser Magie entspricht dieser Liebeszauber keiner islamischen Praxis oder Vorschrift des Korans. Diese Art der magischen Vorstellungen wurde in Anatolien insbesondere durch Derwischorden verbreitet.
Es gibt verschiedene Formen dieses Zaubers.
In einer Variante des Zaubers (türkisch „büyü“) wird ein Apfel geschält, ohne die Schale zu zerbrechen. Die Schale wird von innen beschriftet. Vorne kommt des Mädchens Namen, hinten der des Jungen. Dazwischen wird eine bestimmte Anzahl arabischer Buchstaben (40 Mīm oder 70 Sīn) geschrieben. Bei jedem Buchstaben sagt man den Namen des Mädchens und spricht nach rechts die Formel „bağladım yâ Hu“ („ich habe sie gebunden, o Gott“). Dann pustet man nach links. Die Apfelschale ist nun ein Muska (islamischer Talisman) und wird unter einen Stein auf einem Weg platziert, den das Mädchen benutzt. Wenn das Mädchen dreimal hinübergeht, so soll der Zauber seine Wirkung entfalten. Nach der Heirat ist die Muska zu entfernen, andernfalls droht die junge Frau, einem Dschinn zu verfallen.
Ein weiterer Kız-bağlama-Zauber erfolgt mit Vogelfedern. Man fängt einen Vogel, ohne ihn zu töten, und nimmt zwei Schwungfedern. Diese wäscht man in sieben Brunnen, dabei bespricht man sie mit dem Namen des Mädchens, das gebunden werden soll. Die Schwungfedern werden über Nacht der Kälte ausgesetzt. Dann legt man sie übereinander und hängt sie mit einem Seidenfaden auf. Dabei sagt man des Mädchens Namen und pustet nach links und rechts. Man rollt sie in ein Wachstuch und wirft sie einen Tag vor dem Gerdek (Hochzeitsnacht) auf das Dach der Familie der Braut. Dabei rezitiert man 40 Mal die arabische Formel „Kulhuvallah“. Diese islamische Formel kommt aus der Sure al-Ichlās.
Die Liebeszauber zur „Bindung“ von Jungen oder Männern heißen erkek bağlama. Dieser soll anders als Kız bağlama  bewirken, dass frischverheiratete Männer in der Hochzeitsnacht (gerdek gecesi) die Ehe nicht vollziehen können.